# AMR 코퍼레이션
AMR 코퍼레이션(영어: AMR Corporation)은 미국 텍사스주의 포트워스에 본사를 둔 민간 항공 운송업체로 아메리칸 항공과 아메리칸 이글 항공의 모기업에 속한다.

## 역사
1982년 아메리칸 항공의 주주들이 조직 재정비 계획을 승인함으로써 새로운 지주회사인 AMR이 설립되었다. 아메리카, 유럽, 아시아, 태평양 지역에 있는 40여 개 나라 250개 목적지를 운항 서비스를 한다. 900대가 넘는 항공기를 보유하고 있으며 그 가운데 아메리칸 항공이 615대 정도의 항공기를 운항하고 있다. 아메리칸 항공 외에 트랜스월드 항공, 지역 항공사인 아메리칸 이글 항공 등의 자회사가 있다. 뉴욕 증권 거래소 상장기업이며, 다우 존스 운송 평균지수를 구성하는 기업이다. 영국항공(영어: British Airways), 캐세이패시픽 항공(영어: CathhayPacific), 이베리아 항공, 콴타스 항공과 함께 항공 동맹인 원월드의 회원사이다. 1991년 아메리칸 항공은 1억 번째 승객을 맞이하였으며, 이듬해 항공 관련 컨설팅 수요를 위해 AMR 컨설팅 그룹(영어: AMR Consulting Group)을 세웠다. 2003년 파산 위기에서 벗어난 뒤 2006년 2억 3100만 달러의 흑자를 기록했다. 2009년 AMR은 항공 업계의 불황으로 나타난 위기 극복을 위해 추가적인 유동자산 29억 달러를 확보했으며 AMR 계열사의 적자 노선을 단항시키고 자원을 댈러스, 시카고, 마이애미, 뉴욕으로 재배치하였다. 2009년 10월 자회사인 아메리칸 항공 화물 부서는 DHL 국제 운송이 주관하는 ‘항공 화물운송 보안 파트너십 상’을 수상하였다. 하지만 2011년 유럽발 금융 위기로 인해 현재 파산 신청을 했으며 이후 노조와 수차례 협상을 했으나 합의에 실패 하였다. 현재 델타 항공, US 에어웨이즈, TPG 캐피탈, 국제항공 그룹 이 인수 및 합병하는 안이 검토를 했으며 US 에어웨이즈와 합병을 승인 하면서 세계 최대의 항공사로 탄생할 계획이다.